# Shirahama Maru
Die Shirahama Maru (japanisch しらはま丸) ist ein 1989 in Dienst gestelltes Fährschiff der japanischen Reederei Tokyo-Wan Ferry. Sie steht auf der Strecke von Yokosuka nach Futtsu im Einsatz.

## Geschichte
Die Shirahama Maru entstand unter der Baunummer 1164 bei Sumitomo Heavy Industries in der Werft Uraga Senkyo und lief am 8. September 1989 vom Stapel. Die Ablieferung an Tokyo-Wan Ferry erfolgte am 1. Dezember 1989. Im selben Monat nahm das Schiff den Fährdienst von Yokosuka (über den Hafen Kurihama) nach Futtsu (über den Hafen Kanaya) auf. 1992 folgte ihr Schwesterschiff Kanaya Maru.
Eine Überfahrt von Kurihama nach Kanaya dauert etwa 40 Minuten. Für eine Rundreise benötigt das Schiff mit kurzem Aufenthalt etwa 90 Minuten. Eine einfache Strecke ist etwa 11,5 Kilometer lang. Die Shirahama Maru ist für bis zu 680 Passagiere ausgelegt und hat eine Dienstgeschwindigkeit von 13 Knoten. Auf zwei Passagierdecks befinden sich neben zwei großen Aufenthaltsräumen auch ein Bordrestaurant sowie Sitzmöglichkeiten an Deck.